# Mischocyttarus mexicanus
Mischocyttarus mexicanus är en getingart som först beskrevs av Henri Saussure 1854.  Mischocyttarus mexicanus ingår i släktet Mischocyttarus och familjen getingar.

## Underarter
Arten delas in i följande underarter:
- M. m. cubicola
- M. m. maculipes